# دانيال سيكالدى
دانيال سيكالدى (بالفرنسية: Daniel Ceccaldi)‏
```
هو 
ممثل
 
فرنسي
، ولد في 25 يوليو 1927 في 
فرنسا
، وتوفي في 27 مارس 2003 
بباريس
 في 
فرنسا
 بسبب 
سرطان الكبد
.
```

## أعمال

### أفلام
- (1968) قبلات مسروقة
- (1997) باربرا

## وصلات خارجية
- دانيال سيكالدى على موقع IMDb (الإنجليزية)
- دانيال سيكالدى على موقع ألو سيني (الفرنسية)
- دانيال سيكالدى على موقع أول موفي (الإنجليزية)
- دانيال سيكالدى على موقع قاعدة بيانات الأفلام السويدية (السويدية)
- دانيال سيكالدى على موقع ديسكوغز (الإنجليزية)
- دانيال سيكالدى على موقع قاعدة بيانات الفيلم (الإنجليزية)
- دانيال سيكالدى على موقع كينوبويسك (الروسية)